# Scipio Ludwig Karl von Taubenheim
Scipio Ludwig Karl von Taubenheim (* 7. Oktober 1787 in Kleinmangelsdorf; † 27. Dezember 1844 in Koblenz) war ein preußischer Offizier, zuletzt Generalmajor.

## Leben

### Herkunft
Ludwig war Angehöriger des Adelsgeschlecht von Taubenheim. Seine Eltern waren Karl Ludwig Friedrich von Taubenheim (1757–1818), preußischer Major, zuletzt im III. Musketier-Bataillon des Infanterieregiments „Grawert“ Nr. 47 und Karoline Charlotte von Katte (* 1765), Tochter des preußischen Generalmajors, Chef des Dragonerregiments Nr. 1 und Ritter des Ordens Pour le Mérite Bernd Christian von Katte (1700–1778).

### Militärkarriere
Taubenheim begann seine militärische Laufbahn im Jahre 1800 auf der Kadettenanstalt Berlin und trat 1805 als Gefreitenkorporal in das 
Infanterieregiment „Alvensleben“ Nr. 33 der Preußischen Armee ein. Im Vorherbst 1806 avancierte er zum Fähnrich und bereits im Dezember stieg er weiter auf zum Sekondeleutnant bei der leichten Infanterie in Schlesien. Taubenheim nahm am Vierten Koalitionskrieg, und damit an der Schlacht bei Auerstedt sowie den Gefechten bei Rothwaltersdorf, Ullersdorf, Wartha und Frankenstein teil, wobei er bei Wartha verwundet wurde. 1809 wechselte er zum schlesischen Schützenbataillon. Er nahm dann an den Befreiungskriegen, genauer der Schlacht bei Großgörschen und Schlacht bei Bautzen teil. Hiernach erhielt er seine Beförderung zum Premierleutnant. Weitere Stationen waren Dresden, Kulm und Leipzig, wo er erneut verwundet wurde. Weitere Gefechte, an denen er teilnahm, waren Peterswaldau, Nollendorf, Pirna, Etoges, Montmirail, Meaux, Thionville, Château-Thierry und La Fere-Champenoise, sowie die Belagerungen von Magdeburg, Glatz, Silberberg und Erfurt, schließlich die Schlachten von Laon und Paris. 
Im August 1815 diente Taubenheim als Kapitän und Kompaniechef in der 3. Jägerabteilung, ab 1821 war er Kommandeur. 1828 wurde er Kommandeur des 1. Bataillons des 28. Landwehrregiments in Köln. Ebenfalls als Kommandeur, jedoch als Oberstleutnant mit Patent aus 1839 ad interim wurde er 1840 an das 39. Infanterieregiment überwiesen. Im selben Jahr wurde er mit seiner Beförderung zum Oberst als Regimentskommandeur bestätigt. 
Am 26. September 1844 nahm Taubenheim unter Verleihung des Charakters als Generalmajor mit Pension seinen Abschied.

### Auszeichnungen
- 1813 Eisernes Kreuz II. Klasse für Großgörschen (1841 Senior); I. Klasse für Leipzig
- 1813 Orden des Heiligen Wladimir IV. Klasse für Großgörschen
- 1813 Orden der Heiligen Anna III. Klasse für Leipzig
- 1840 Orden vom Zähringer Löwen
- 1842 Roter Adlerorden IV. Klasse

### Familie
Taubenheim vermählte sich am 2. Juli 1823 in Klein Gaffron mit Susanne Wilhelmine Berndt (1801–1868), Tochter des Heinrich Ferdinand Berndt, Amtsrat und Beisitzer in Kreidelwitz. Aus der Ehe sind zwei Töchter hervorgegangen.